# Plano Alto
Plano Alto é um distrito do município de Uruguaiana, no Rio Grande do Sul. Pertence ao grupo de distritos de predominância rural, juntamente com João Arregui e Vertentes. Através de sua estrada radial, o distrito de Plano Alto é responsável pelo escoamento de 30% do arroz produzido em Uruguaiana.  